# Verlin
Verlin är en kommun i departementet Yonne i regionen Bourgogne-Franche-Comté i norra Frankrike. Kommunen ligger i kantonen Saint-Julien-du-Sault som tillhör arrondissementet Sens. År 2022 hade Verlin 407 invånare.

## Befolkningsutveckling
Antalet invånare i kommunen Verlin
| Referens: INSEE |